# Le Secret du feu
Le Secret du feu (titre original : Eldens hemlighet) est un roman de l'écrivain suédois Henning Mankell paru en 1995.

## Résumé
Le Secret du feu est une histoire poignante expliquant l'histoire d'une jeune fille pleine d'espoir et de courage ! Elle traversera les moments les plus profond dans sa vie mais la lumière prendra place un jour ou elle connaitra l'accomplissement de son courage...
Au Mozambique, pays ravagé par la guerre et la misère, Sofia est âgée de 12 ans quand elle doit quitter son village avec sa mère, son frère et sa sœur. Elle tente de redonner un sens à sa vie mais malheureusement, en partant travailler aux champs, elle tombe sur les mines, ainsi que sa sœur Maria. On les emmène à l’hôpital où Maria meurt. Quant à Sofia, on doit l'amputer des deux jambes. Malgré toutes les misères endurées, elle réapprend à marcher avec ses nouvelles jambes. Elle fait la rencontre de plusieurs personnes, notamment Fatima, grande couturière, qui lui apprend à coudre. En revenant chez elle, un homme de son village lui propose de lui louer sa case et de lui donner sa machine à coudre. Sofia accepte et devient la petite couturière du village.